# Den gråa frun
Den gråa frun är en spökhistoria som förekommer med varierande innehåll på olika platser. Ett exempel är grå frun vid Torpa stenhus i Sverige. En av de flera sägnerna utspelar sig år 1580 när den en hertiginna såg den gråa frun i sin säng. Den gråa frun sjöng en sorglig sång. "Låt mig få stanna, stanna hos dig. Då kommer du få evig tur. Låt mig få stanna, stanna hos dig. Det här är en varning från mig!" Hertiginnan struntade i varningen och sa att spöket inte fick stanna. Den gråa frun blev rasande och lade en förbannelse på hertiginnan. "Om du inte ångrar ditt beslut i natt, kommer du aldrig få din chans igen. Detta är en varning! Ångra dig nu, annars blir det för sent!" Hertiginnan bara fnös, men nästa dag vaknade hon aldrig. När hennes kammarjungfru kom för att hämta henne, var hertiginnan täckt med blod. Hon hann alltså aldrig ångra sig. Efter det såg alla till att låta sina gäster stanna så länge som de behagade.